# Zimowe Igrzyska Olimpijskie 1956
Zimowe Igrzyska Olimpijskie 1956, oficjalnie VII Zimowe Igrzyska Olimpijskie (wł. VII Giochi olimpici invernali) – edycja zimowych igrzysk olimpijskich rozegrana od 26 stycznia do 5 lutego 1956 roku we włoskiej miejscowości Cortina d’Ampezzo.
W ramach igrzysk przeprowadzono 24 konkurencje w 8 dyscyplinach sportowych. W zawodach wzięło udział 821 sportowców (689 mężczyzn i 132 kobiety) z 32 narodowych reprezentacji. Po raz pierwszy w zimowych igrzyskach olimpijskich wzięła udział reprezentacja Związku Radzieckiego, która zwyciężyła w klasyfikacji medalowej, zdobywając 16 medali – 7 złotych, 3 srebrne i 6 brązowych. Indywidualnie najbardziej utytułowanym sportowcem został Austriak Toni Sailer, który trzykrotnie triumfował w narciarstwie alpejskim. Cztery medale (złoty, dwa srebrne i brązowy) zdobył Szwed Sixten Jernberg w biegach narciarskich.
Po raz pierwszy w historii rywalizacja na arenach zimowych igrzysk olimpijskich była transmitowana przez stacje telewizyjne.

## Wybór gospodarza
Podczas 39. sesji Międzynarodowego Komitetu Olimpijskiego w Londynie w czerwcu 1939 roku wybrano miasto Cortina d’Ampezzo na organizatora Zimowych Igrzysk Olimpijskich 1944. Igrzyska te zostały odwołane z powodu II wojny światowej.
Po zakończeniu wojny, w 1946 roku Włoski Związek Sportów Zimowych przy wsparciu Włoskiego Narodowego Komitetu Olimpijskiego ponownie zgłosił kandydaturę miasta do organizacji igrzysk olimpijskich. Na czele komitetu organizacyjnego stanął olimpijczyk z Antwerpii, Alberto Bonacossa. Podczas 41. sesji MKOl w Sztokholmie w czerwcu 1947 roku kandydatury nie przyjęto, a prawo do organizacji Zimowych Igrzysk Olimpijskich 1952 przyznano Oslo. Komitet postanowił jednak po raz trzeci starać się o organizację igrzysk, tym razem tych planowanych na 1956 rok. Podczas 43. sesji MKOl w Rzymie w 1949 roku przyznano Cortinie d’Ampezzo prawo do organizacji igrzysk. Już w pierwszej rundzie miasto uzyskało 76% głosów i pokonało trzech pozostałych kandydatów – Montreal, Colorado Springs i Lake Placid.
| Miasto            | Państwo           | Runda 1  |
| Cortina d’Ampezzo | Włochy            | 31 (76%) |
| Montreal          | Kanada            | 7 (17%)  |
| Colorado Springs  | Stany Zjednoczone | 2 (5%)   |
| Lake Placid       | Stany Zjednoczone | 1 (2%)   |

## Organizacja
Za organizację Zimowych Igrzysk Olimpijskich 1956 odpowiedzialny był komitet organizacyjny, w skład którego weszli członkowie Włoskiego Narodowego Komitetu Olimpijskiego i przedstawiciele włoskiego rządu. Komitet wysłał obserwatorów na zimowe igrzyska w Oslo w 1952 roku, by zebrać informacje dotyczące organizacji zawodów, infrastruktury i warunków zakwaterowania. Zebrane w ten sposób informacje pozwoliły stwierdzić, że warunki w Cortinie d’Ampezzo nie spełniają norm olimpijskich – obiekty sportowe były w kiepskim stanie i wymagały modernizacji bądź rewitalizacji, konieczna była również poprawa istniejącej infrastruktury drogowej i kolejowej, rozbudowa sieci energetycznej, telefonicznej i wodno-kanalizacyjnej. Włoski rząd przeznaczył na poprawę i rozbudowę infrastruktury 460 milionów lirów, pozostałe koszty, związane zwłaszcza z budową i modernizacją obiektów sportowych, poniósł narodowy komitet olimpijski, który przeznaczył na ten cel fundusze z budżetu własnego i środki ze sprzedaży biletów. Podjął również współpracę ze sponsorami (Fiat, Olivetti), którzy zapewnili dodatkowy kapitał pieniężny oraz wyposażenie.

## Sytuacja polityczna
Igrzyska olimpijskie w Cortinie d’Ampezzo odbywały się w okresie zimnej wojny. Od zakończenia II wojny światowej do 1952 roku sportowcy z większości państw komunistycznych Europy Wschodniej uczestniczyli w olimpiadach robotniczych i spartakiadach, będących dla nich alternatywą do igrzysk olimpijskich. W igrzyskach ZSRR zadebiutował dopiero w 1952 roku w Helsinkach. Nikita Chruszczow, będący I sekretarzem KC Komunistycznej Partii Związku Radzieckiego, zezwolił radzieckim sportowcom, by uczestniczyli w igrzyskach olimpijskich. Celem Chruszczowa było pokazanie światu wyższości komunizmu oraz budowanie wizerunku Związku Radzieckiego jako kraju dążącego do pokoju na świecie.
Do uczestnictwa w igrzyskach początkowo nie zostali dopuszczeni sportowcy z Niemieckiej Republiki Demokratycznej. Międzynarodowy Komitet Olimpijski nie chciał przyjąć tamtejszego komitetu olimpijskiego, uznając go za organizację polityczną. Sytuacja zmieniła się po przystąpieniu NRD do utworzonego w 1955 roku Układu Warszawskiego. MKOl dopuścił enerdowskich sportowców pod warunkiem utworzenia wspólnej reprezentacji z Republiką Federalną Niemiec. Zgodnie z założeniami, we wspólnej reprezentacji Niemiec miało się znaleźć 75% sportowców z Niemiec Zachodnich.
Zawody w Cortinie d’Ampezzo zostały zorganizowane na kilka miesięcy przed powstaniem węgierskim i kryzysem sueskim. Wydarzenia te miały wpływ na letnią edycję igrzysk, zorganizowaną pod koniec 1956 roku w Melbourne, która została zbojkotowana przez część reprezentacji.

## Rozgrywane dyscypliny
Podczas zimowych igrzysk olimpijskich w 1956 roku sportowcy rywalizowali w 24 konkurencjach w 8 dyscyplinach sportowych. Zadebiutowały dwie konkurencje w biegach narciarskich – sztafeta kobiet 3 × 5 km oraz bieg na 30 km mężczyzn. W porównaniu do igrzysk w Oslo, zmianie uległ również dystans najkrótszego biegu mężczyzn (z 18 do 15 km) oraz dystans biegu do kombinacji norweskiej (również z 18 do 15 km).
Zmiany w programie olimpijskim zatwierdzono podczas 49. sesji Międzynarodowego Komitetu Olimpijskiego w Atenach w maju 1954 roku. Podczas tej samej sesji odrzucono wniosek działaczy ze Związku Socjalistycznych Republik Radzieckich i nie włączono do programu olimpijskiego konkurencji w łyżwiarstwie szybkim kobiet. Rozważano dołączenie do programu olimpijskiego curlingu oraz jedynek bobslejowych (wniosek FIBT), oba te wnioski również odrzucono.
Poniżej przedstawiono listę dyscyplin, które znalazły się w programie igrzysk w 1956 roku. W nawiasach podano liczbę konkurencji rozegranych w danej dyscyplinie.
- Biegi narciarskie (6)
- Bobsleje (2)
- Hokej na lodzie (1)
- Kombinacja norweska (1)
- Łyżwiarstwo figurowe (3)
- Łyżwiarstwo szybkie (4)
- Narciarstwo alpejskie (6)
- Skoki narciarskie (1)

## Państwa uczestniczące

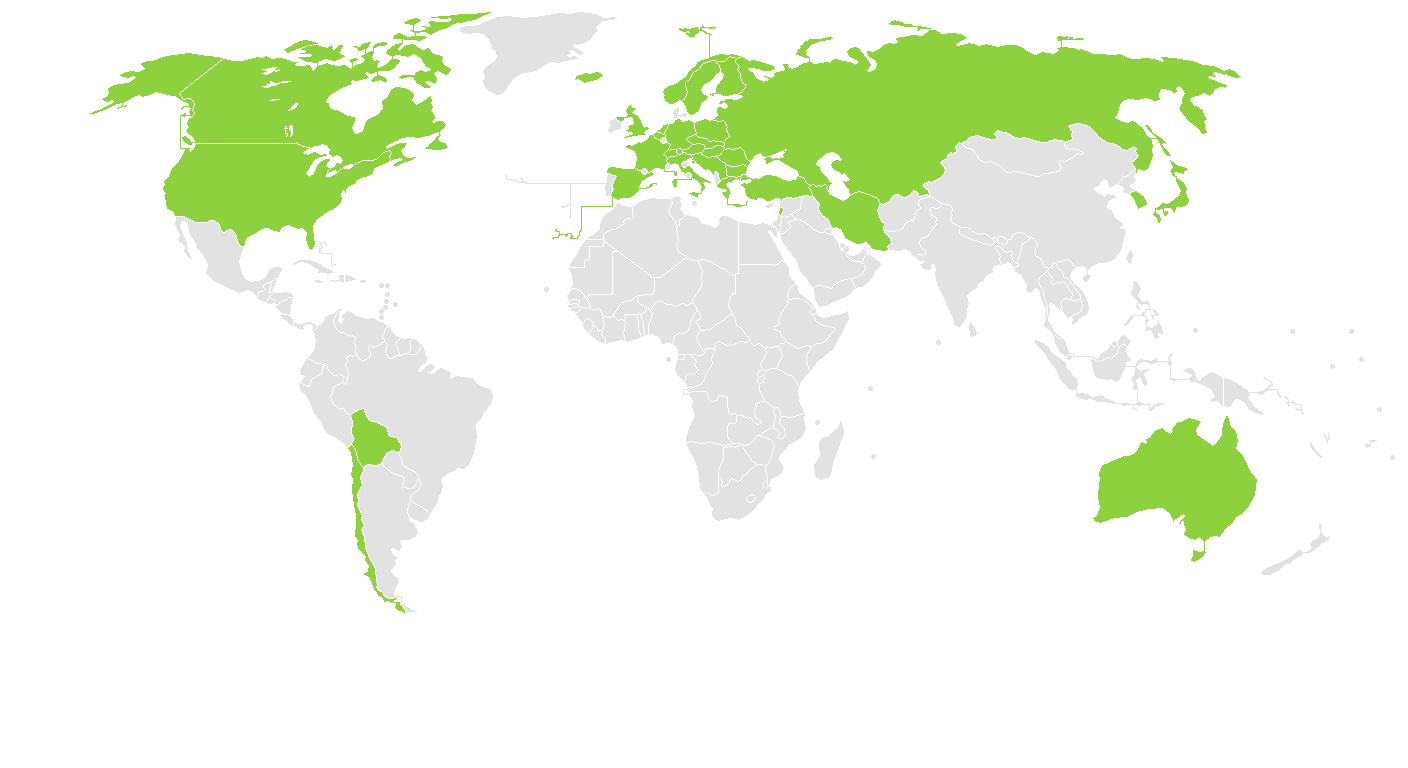
Państwa uczestniczące w Zimowych Igrzyskach Olimpijskich 1956

W zimowych igrzyskach olimpijskich w 1956 roku udział wzięli sportowcy z 32 państw, o 2 więcej niż cztery lata wcześniej w Oslo. Był to jednocześnie nowy rekord pod względem liczby państw uczestniczących w zimowej edycji igrzysk. Reprezentacje trzech państw – Boliwii, Iranu i Związku Radzieckiego – startując w Cortinie d’Ampezzo, zadebiutowały w zimowych igrzyskach olimpijskich.
W porównaniu do poprzednich zimowych igrzysk, w 1956 roku nie wystąpili sportowcy z Argentyny, Danii, Nowej Zelandii i Portugalii. Z kolei po ośmioletniej przerwie powrócili reprezentanci Korei Południowej, Liechtensteinu i Turcji. Sportowcy z Niemiec Zachodnich i Niemiec Wschodnich po raz pierwszy wystawili wspólną reprezentację, która pod wspólną flagą uczestniczyła również w kolejnych igrzyskach.
Najliczniejszą reprezentację wystawili gospodarze igrzysk, Włochy (79 zawodników). Niewiele mniejsze reprezentacje wystawiły Niemcy (75 zawodników) i Stany Zjednoczone (74 zawodników).
Łącznie do startu w igrzyskach zostało zgłoszonych 924 sportowców (778 mężczyzn i 146 kobiet), spośród których ostatecznie do zawodów przystąpiło 821 sportowców (689 mężczyzn i 132 kobiety). Poniżej przedstawiono listę państw uczestniczących w zimowych igrzyskach w 1956 roku. W nawiasach podano liczbę sportowców w poszczególnych reprezentacjach.
- Australia (10)
- Austria (66)
- Belgia (6)
- Boliwia (1)
- Bułgaria (7)
- Chile (4)
- Czechosłowacja (41)
- Finlandia (34)
- Francja (37)
- Grecja (3)
- Hiszpania (14)
- Holandia (8)
- Iran (4)
- Islandia (8)
- Japonia (10)
- Jugosławia (18)
- Kanada (37)
- Korea Południowa (4)
- Liban (3)
- Liechtenstein (8)
- Wspólna Reprezentacja Niemiec (75)
- Norwegia (51)
- Polska (53)
- Rumunia (20)
- Stany Zjednoczone (74)
- Szwajcaria (61)
- Szwecja (68)
- Turcja (6)
- Węgry (2)
- Wielka Brytania (45)
- Włochy (79)
- Związek Radziecki (67)

## Przebieg zawodów

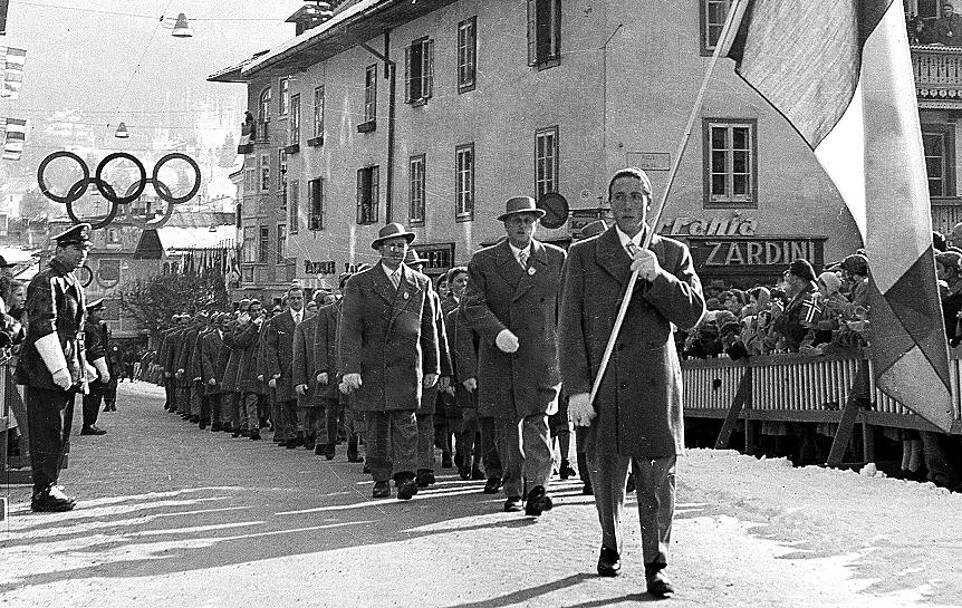
Reprezentacja Włoch podczas ceremonii otwarcia igrzysk olimpijskich w Cortinie d’Ampezzo

### Kalendarz
Poniższa tabela przedstawia kalendarz igrzysk olimpijskich w 1956 roku. Wyróżniono dni, w których wyłonieni zostali medaliści w danej konkurencji (żółty kolor), rozegrane zostały eliminacje (niebieski kolor), odbyła się ceremonia otwarcia (zielony) i zamknięcia igrzysk (czerwony).
| Dyscyplina            | 26.01. (cz) | 27.01. (pt) | 28.01. (sb) | 29.01. (nd) | 30.01. (pn) | 31.01. (wt) | 1.02. (śr) | 2.02. (cz) | 3.02. (pt) | 4.02. (sb) | 5.02. (nd) | Konkurencje |
| --------------------- | ----------- | ----------- | ----------- | ----------- | ----------- | ----------- | ---------- | ---------- | ---------- | ---------- | ---------- | ----------- |
| Biegi narciarskie     |             | ●           | ●           |             | ●           |             | ●          | ●          |            | ●          |            | 6           |
| Bobsleje              |             | ●           | ●           |             |             |             |            |            | ●          | ●          |            | 2           |
| Hokej na lodzie       | ●           | ●           | ●           | ●           | ●           | ●           | ●          | ●          | ●          | ●          |            | 1           |
| Kombinacja norweska   |             |             |             | ●           |             | ●           |            |            |            |            |            | 1           |
| Łyżwiarstwo figurowe  |             |             |             | ●           | ●           | ●           | ●          | ●          | ●          |            |            | 3           |
| Łyżwiarstwo szybkie   |             |             | ●           | ●           | ●           | ●           |            |            |            |            |            | 4           |
| Narciarstwo alpejskie |             | ●           |             | ●           | ●           | ●           | ●          |            | ●          |            |            | 6           |
| Skoki narciarskie     |             |             |             |             |             |             |            |            |            |            | ●          | 1           |
| Finały                | 0           | 2           | 3           | 2           | 3           | 3           | 3          | 2          | 2          | 3          | 1          | 24          |
| Ceremonie             | ●           |             |             |             |             |             |            |            |            |            | ●          |             |

| ● | Ceremonia otwarcia | ● | Zawody | ● | Finały | ● | Ceremonia zamknięcia |

### Ceremonia otwarcia

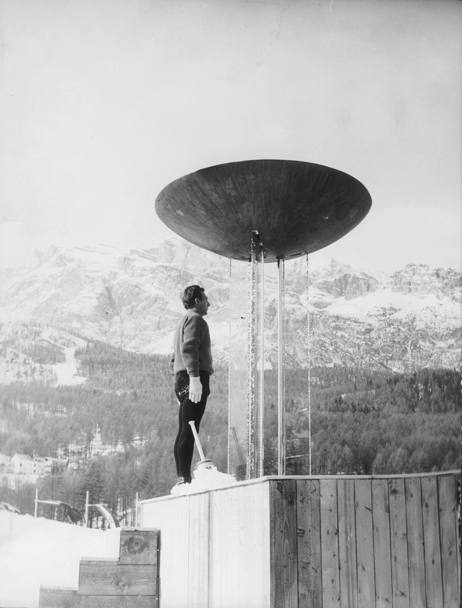
Zapalenie znicza olimpijskiego w Cortinie d’Ampezzo

Ceremonia otwarcia zimowych igrzysk olimpijskich w Cortinie d’Ampezzo odbyła się w czwartek 26 stycznia 1956 roku na Olimpijskim Stadionie Lodowym. Rozpoczęcie nastąpiło o godzinie 11:30 czasu lokalnego. Podczas uroczystości organizatorzy zapewnili miejsca dla 12 000 widzów.
Ceremonia rozpoczęła się od odegrania hymnu narodowego Włoch. Następnie po raz pierwszy w historii igrzysk olimpijskich zagrany został hymn olimpijski, oficjalnie uznany rok wcześniej przez MKOl. Później swoje przemowy wygłosili: Paolo Thaon di Revel – przewodniczący komitetu organizacyjnego, Avery Brundage – przewodniczący Międzynarodowego Komitetu Olimpijskiego oraz Carlo Russo – przedstawiciel włoskiego rządu.
Podczas ceremonii na stadion weszły kolejno wszystkie 32 reprezentacje uczestniczące w igrzyskach. Ich kolejność ustalona była alfabetycznie według nazw włoskich poza dwoma wyjątkami – jako pierwsza na stadion weszła reprezentacja Grecji, a jako ostatnia reprezentacja gospodarzy igrzysk – Włochy.
Oficjalnego otwarcia igrzysk olimpijskich dokonał prezydent Włoch, Giovanni Gronchi. Znicz olimpijski zapalił łyżwiarz szybki, Guido Caroli. Przed zapaleniem znicza, podczas wejścia na stadion, przewrócił się, potykając się o przewód mikrofonu.
Przysięgę olimpijską w imieniu sportowców złożyła Giuliana Minuzzo – brązowa medalistka w zjeździe na poprzednich igrzyskach. Po raz pierwszy w historii przysięgę olimpijską złożyła kobieta.

### Bobsleje

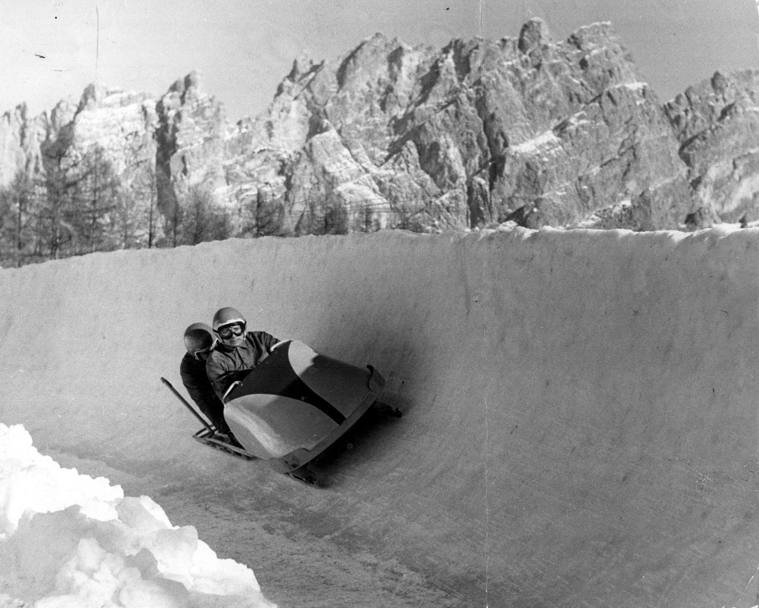
Eugenio Monti i Renzo Alverà na torze bobslejowym w Cortinie d’Ampezzo

Zawody bobslejowe na igrzyskach w Cortinie d’Ampezzo odbyły się od 27 stycznia do 4 lutego na Pista Olimpica di Bob. Tor bobslejowy miał długość 1700 m, liczył 16 zakrętów, a różnica wysokości wynosiła 152 m.
Przeprowadzono rywalizację dwójek i czwórek mężczyzn, w których wystartowało łącznie 101 zawodników z 14 państw. Zawody zdominowali reprezentanci Włoch, którzy zdobyli trzy medale olimpijskie – złoto i srebro w dwójkach i srebro w czwórkach. Były to pierwsze igrzyska, podczas których Włosi stanęli na podium olimpijskim. Multimedalistami zostali Eugenio Monti i Renzo Alverà, w dorobku których znalazły się dwa srebrne medale. Mistrzami olimpijskimi zostali Lamberto Dalla Costa i Giacomo Conti w dwójkach oraz Szwajcarzy Franz Kapus, Gottfried Diener, Robert Alt i Heinrich Angst w czwórkach.
Czwarte miejsce w konkursie dwójek zajęli Hiszpanie Alfonso de Portago i Vicente Sartorius, którzy przegrali brązowy medal o 0,14 sekundy. Był to najlepszy wynik reprezentantów Hiszpanii w historii startów w zimowych igrzyskach olimpijskich.

### Hokej na lodzie

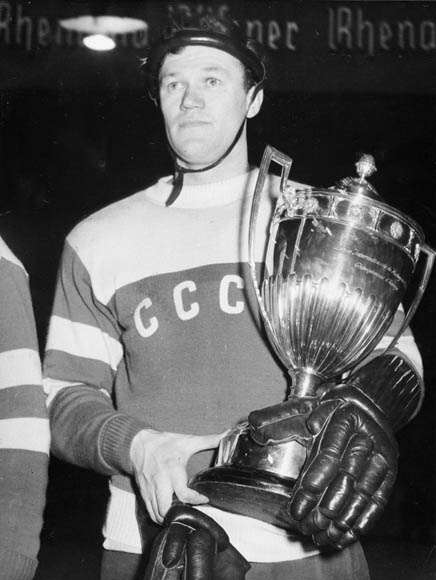
Wsiewołod Bobrow z pucharem za zwycięstwo w mistrzostwach świata w 1956 roku

Turniej olimpijski w hokeju na lodzie podczas igrzysk w Cortinie d’Ampezzo rozegrano od 26 stycznia do 4 lutego na Stadio Apollonio. Mecz finałowy odbył się na Olimpijskim Stadionie Lodowym. W turnieju wzięło udział dziesięć reprezentacji, które w pierwszej fazie podzielono na trzy grupy (A, B, C). Zespoły w każdej grupie rywalizowały między sobą w systemie kołowym, do rundy medalowej awansowały dwie najlepsze drużyny z każdej grupy, pozostałe rozegrały dodatkowe spotkania w rundzie pocieszenia.
Wszystkie swoje mecze wygrali debiutujący w turnieju olimpijskim hokeiści ze Związku Radzieckiego. Zdobyli tym samym pierwszy w historii medal olimpijski dla swojego kraju. Wicemistrzami olimpijskimi zostali hokeiści ze Stanów Zjednoczonych, którzy ulegli tylko drużynie ZSRR, a brązowy medal wywalczyli Kanadyjczycy z dwoma przegranymi meczami.
W klasyfikacji kanadyjskiej na najlepiej punktującego zawodnika pierwsze miejsce zajęli ex aequo Kanadyjczycy James Logan i Paul Knox – obaj zdobyli po 12 punktów (7 goli i 5 asyst). Najlepszym bramkarzem turnieju wybrano Amerykanina Willarda Ikolę, najlepszym obrońcą – Nikołaja Sołogubowa z ZSRR, a najlepszym napastnikiem został Kanadyjczyk Jack McKenzie.
Turniej olimpijski w hokeju na lodzie był jednocześnie 23. edycją mistrzostw świata i 34. edycją mistrzostw Europy. Medaliści turnieju automatycznie zostawali medalistami mistrzostw świata, z kolei medalistów mistrzostw Europy wyłaniano według kolejności zespołów z pominięciem państw nieeuropejskich. W związku z tym mistrzami Europy została reprezentacja ZSRR, wicemistrzami reprezentacja Szwecji, a brązowymi medalistami – Czechosłowacji.

### Łyżwiarstwo

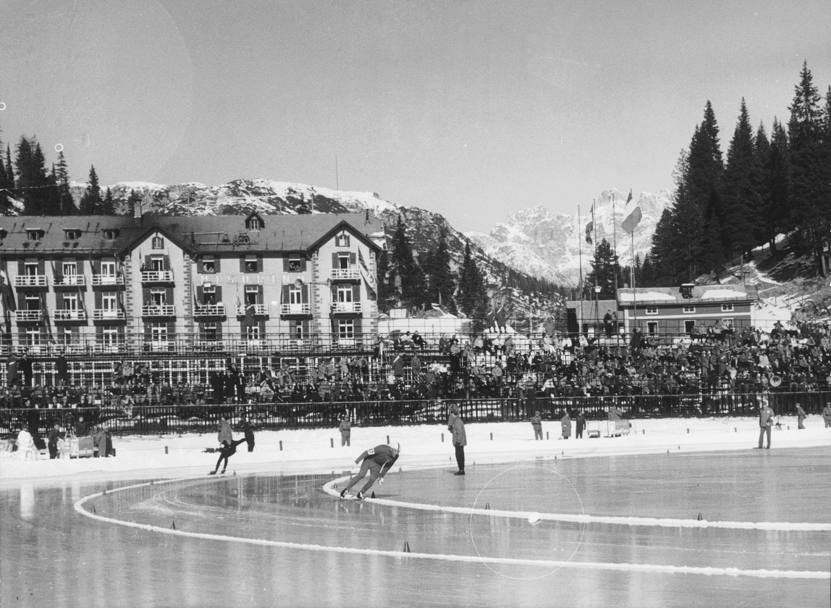
Tor łyżwiarski na jeziorze Misurina

W Cortinie d’Ampezzo przeprowadzono siedem konkurencji łyżwiarskich – trzy w łyżwiarstwie figurowym (jazda indywidualna mężczyzn i kobiet oraz konkurs par sportowych) i cztery w łyżwiarstwie szybkim (biegi na dystansach 500 m, 1500 m, 5000 m i 10 000 m). Przed igrzyskami działacze ze Związku Radzieckiego zgłosili wniosek o włączenie do programu olimpijskiego zawodów w łyżwiarstwie szybkim kobiet. Wniosek ten został jednak odrzucony przez Międzynarodowy Komitet Olimpijski. Łyżwiarze figurowi rywalizowali na Olimpijskim Stadionie Lodowym w Cortinie d’Ampezzo, a panczeniści na torze przygotowanym na jeziorze Misurina w miejscowości Auronzo di Cadore.
Po raz ostatni w historii zawody olimpijskie w łyżwiarstwie figurowym odbyły się na otwartym stadionie. Mistrzami olimpijskimi zostali: Hayes Alan Jenkins (soliści), Tenley Albright (solistki) oraz Sissy Schwarz i Kurt Oppelt (pary sportowe). Najczęściej na podium olimpijskim stawali Amerykanie, którzy zdobyli pięć medali, w tym wszystkie trzy w jeździe indywidualnej mężczyzn. Brązowy medal w konkursie par sportowym zdobyli Węgrzy Marianna i László Nagy, powtórzyli tym samym swój rezultat z poprzednich igrzysk rozegranych w 1952 roku w Oslo.
Zawody panczenistów zostały zdominowane przez łyżwiarzy radzieckich, którzy zdobyli siedem medali, w tym cztery złote. Dwaj reprezentanci ZSRR, Jewgienij Griszyn i Jurij Michajłow ustanowili nowy rekord świata w biegu na 1500 m z czasem 2:08,6. Tym samym w tej konkurencji przyznano dwa złote medale olimpijskie, co w łyżwiarstwie szybkim przydarzyło się po raz drugi w historii (wcześniej, w 1928 roku w Sankt Moritz, dwa złote medale zdobyli Bernt Evensen i Clas Thunberg w biegu na 500 m). Griszyn wyrównał także rekord świata w biegu na 500 m, uzyskując czas 40,2 s. W biegach na dystansach 5000 i 10 000 m sześciokrotnie poprawiane były ponadto rekordy olimpijskie.

### Narciarstwo

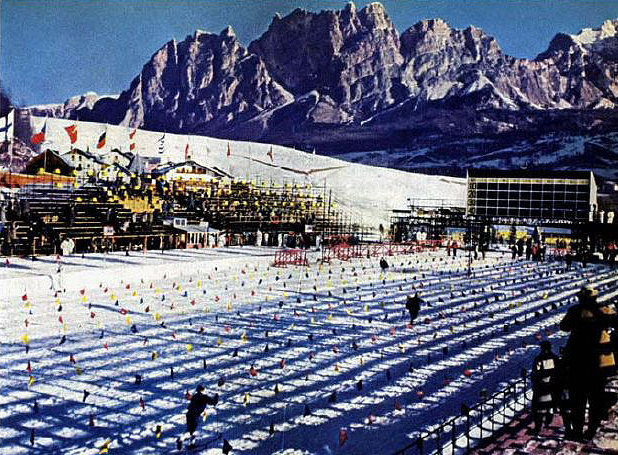
Lo Stadio della neve – arena zmagań biegaczy narciarskich

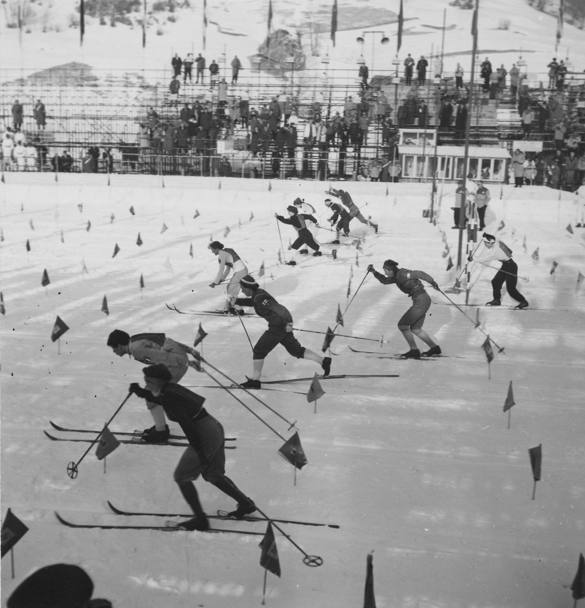
Sztafeta kobiet (3 × 5 km) na igrzyskach w Cortinie d’Ampezzo

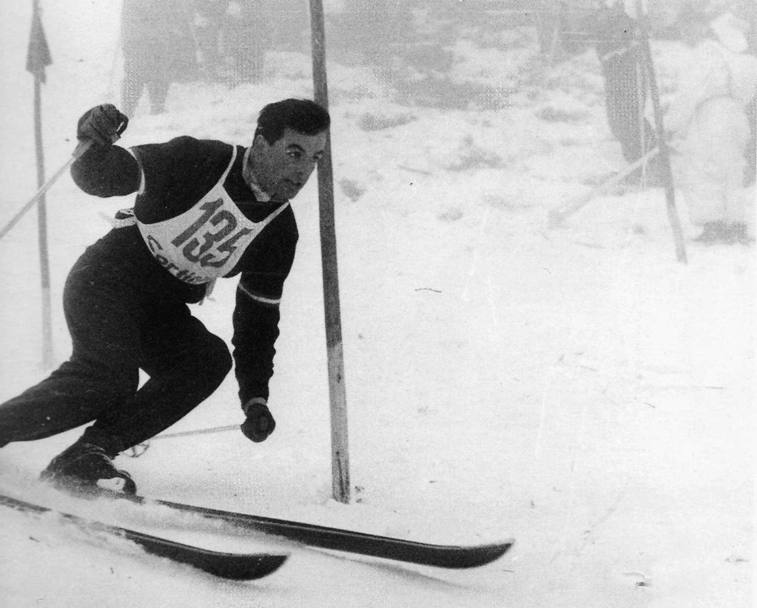
Toni Sailer podczas zawodów w slalomie w Cortinie d’Ampezzo

Zawody olimpijskie w narciarstwie podczas igrzysk w Cortinie d’Ampezzo były jednocześnie 21. edycją mistrzostw świata w narciarstwie klasycznym (biegi, skoki i kombinacja) oraz 14. edycją mistrzostw świata w narciarstwie alpejskim. Zgodnie z obowiązującą wówczas regułą, medaliści olimpijscy automatycznie zostawali również medalistami mistrzostw świata. W 1956 roku zadebiutowały dwie konkurencje biegowe – sztafeta kobiet (3 × 5 km) i bieg mężczyzn na 30 km. Ponadto w biegu narciarskim i biegu do kombinacji skrócono dystans z 18 do 15 km. Pozostałe konkurencje biegowe nie uległy zmianie w porównaniu do igrzysk w Oslo – kobiety rywalizowały na dystansie 10 km, a mężczyźni na dystansie 50 km i w sztafecie (4 × 10 km). Nie zmieniły się również konkurencje alpejskie – rozegrano zjazd, slalom i slalom gigant wśród kobiet i mężczyzn.
Konkurencje biegowe przeprowadzono na Lo Stadio della neve w Campo di Sotto, skoki narciarskie na Trampolino Italia, a zawody w narciarstwie alpejskim na Monte Faloria, Monte Tofana di Mezzo i Col Drusciè.
W rywalizacji biegaczy i biegaczek najczęściej na podium olimpijskim stanęli zawodnicy ze Związku Radzieckiego. Wśród nich znalazł się pierwszy medalista zimowych igrzysk z tego kraju – Pawieł Kołczin oraz pierwsza mistrzyni zimowych igrzysk – Lubow Kozyriewa. Kołczin wywalczył łącznie trzy medale (złoty i dwa brązowe), a Kozyriewa dwa (złoty i srebrny). Najbardziej utytułowanym biegaczem został jednak Szwed Sixten Jernberg, w dorobku którego znalazły się cztery medale – złoty, dwa srebrne i brązowy.
Od początku rozgrywania zimowych igrzysk olimpijskich mistrzami olimpijskimi w skokach narciarskich zostawali reprezentanci Norwegii. W Cortinie d’Ampezzo po raz pierwszy ten scenariusz nie sprawdził się – najlepszy z Norwegów (Sverre Stallvik) zajął dziewiąte miejsce. Pierwszym spoza Norwegii złotym medalistą olimpijskim w skokach został zatem Fin Antti Hyvärinen. Srebrny medal zdobył Fin Aulis Kallakorpi, a brązowy Niemiec Harry Glaß.
Również w kombinacji norweskiej od pierwszej edycji zimowych igrzysk dominowali Norwegowie, którzy zdobyli pięć na sześć złotych medali olimpijskich. Tendencja ta utrzymała się w 1956 roku, gdzie triumfował Sverre Stenersen, srebrny medal zdobył Bengt Eriksson, a brązowy Franciszek Gąsienica Groń. Medal Gąsienicy Gronia był pierwszym zdobytym dla Polski na zimowych igrzyskach olimpijskich.
Wśród alpejczyków rywalizację mężczyzn zdominował Austriak Toni Sailer. Zwyciężając we wszystkich trzech konkurencjach, został pierwszym narciarzem alpejskim, który podczas jednych igrzysk został trzykrotnym mistrzem olimpijskim. Wicemistrz w slalomie, Chiharu Igaya, został pierwszym w historii japońskim medalistą zimowych igrzysk olimpijskich.
W rywalizacji kobiet żadna z zawodniczek nie zdobyła dwóch medali. Mistrzyniami olimpijskimi zostały Madeleine Berthod w zjeździe, Rosa Reichert w slalomie gigancie i Renée Colliard w slalomie.

### Ceremonia zamknięcia
Ceremonia zamknięcia igrzysk olimpijskich rozpoczęła się 5 lutego o godz. 17:00 na Olimpijskim Stadionie Lodowym w Cortinie d’Ampezzo. Pierwszą część uroczystości stanowił występ mistrzów olimpijskich w łyżwiarstwie figurowym (byli to Hayes Alan Jenkins, Tenley Albright, Sissy Schwarz i Kurt Oppelt). Po tym przedstawieniu nastąpiła dekoracja medalistów ostatnich zawodów olimpijskich w Cortinie d’Ampezzo – rozegranego kilka godzin wcześniej konkursu skoków narciarskich.
Później nastąpiła zasadnicza część uroczystości zamknięcia igrzysk. Na stadion olimpijski weszli chorążowie wszystkich reprezentacji uczestniczących w igrzyskach w 1956 roku, niosący flagi narodowe. Chorążowie kontynuowali swój udział w uroczystości już bez flag narodowych. Zapoczątkowana została w ten sposób nowa tradycja olimpijska, kontynuowana podczas kolejnych edycji igrzysk, wedle której sportowcy podczas ceremonii zamknięcia występują wszyscy wspólnie, bez podziałów narodowych, co ma symbolizować jedność całej ludzkości.
W dalszej części uroczystości odegrane zostały trzy hymny państwowe: Grecji – miejsca narodzin igrzysk olimpijskich, Włoch – organizatora igrzysk olimpijskich oraz Stanów Zjednoczonych – organizatora kolejnych zimowych igrzysk olimpijskich (Squaw Valley 1960). W trakcie odgrywania hymnów na maszt wciągnięte zostały flagi narodowe tych trzech krajów. Następnie Avery Brundage, ówczesny przewodniczący Międzynarodowego Komitetu Olimpijskiego, oficjalnie ogłosił, że igrzyska olimpijskie zostały zamknięte. Na zakończenie uroczystości odbyły się dwa pokazy sztucznych ogni – od godz. 18:30 w pobliżu stadionu olimpijskiego oraz od godz. 18:45 w Ciampedales.

## Obiekty olimpijskie

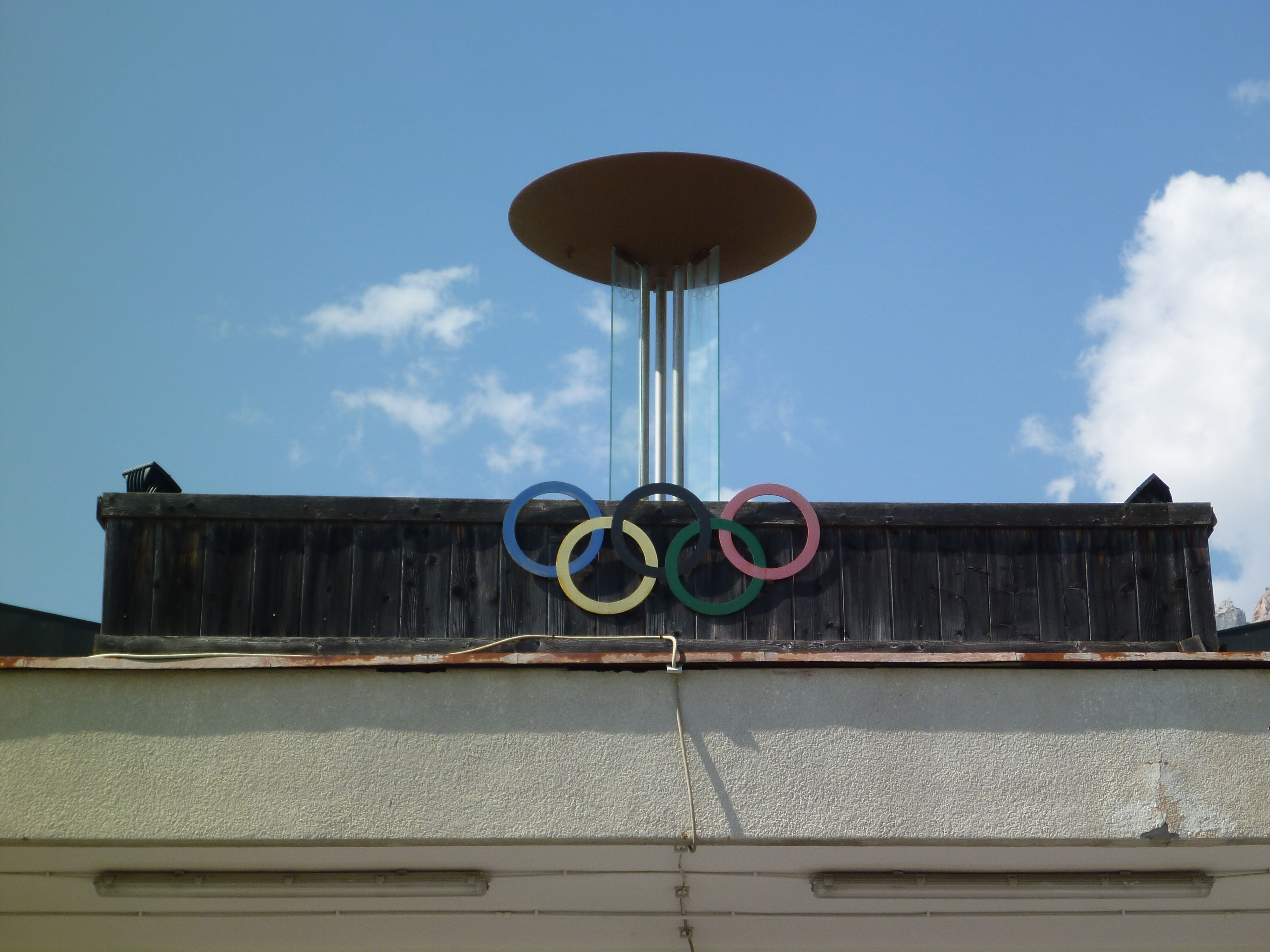
Olimpijski Stadion Lodowy – arena zmagań łyżwiarzy figurowych i hokeistów

| Obiekt                           | Położenie         | Rozgrywane dyscypliny                                | Pojemność            | Źródło |
| -------------------------------- | ----------------- | ---------------------------------------------------- | -------------------- | ------ |
| Stadio Apollonio                 | Cortina d’Ampezzo | hokej na lodzie                                      | 2000                 | [ 89 ] |
| Olimpijski Stadion Lodowy        | Cortina d’Ampezzo | łyżwiarstwo figurowe, hokej na lodzie (finał)        | 12 042               | [ 54 ] |
| Trampolino Italia                | Cortina d’Ampezzo | skoki narciarskie, kombinacja norweska (skoki)       | 46 152               | [ 73 ] |
| Pista Olimpica di Bob            | Cortina d’Ampezzo | bobsleje                                             | 4650                 | [ 38 ] |
| Monte Faloria                    | Cortina d’Ampezzo | narciarstwo alpejskie (slalom gigant mężczyzn)       | 7920                 | [ 74 ] |
| Monte Tofana di Mezzo (Olimpia)  | Cortina d’Ampezzo | narciarstwo alpejskie (zjazd mężczyzn)               | 9830                 | [ 74 ] |
| Monte Tofana di Mezzo (Canalone) | Cortina d’Ampezzo | narciarstwo alpejskie (zjazd i slalom gigant kobiet) | 6760                 | [ 74 ] |
| Col Drusciè                      | Cortina d’Ampezzo | narciarstwo alpejskie (slalom)                       | 12 080 (m), 6760 (k) | [ 74 ] |
| Misurina                         | Auronzo di Cadore | łyżwiarstwo szybkie                                  | 8550                 | [ 55 ] |
| Lo Stadio della neve             | Campo di Sotto    | biegi narciarskie, kombinacja norweska (bieg)        | 9650                 | [ 72 ] |

## Medale olimpijskie

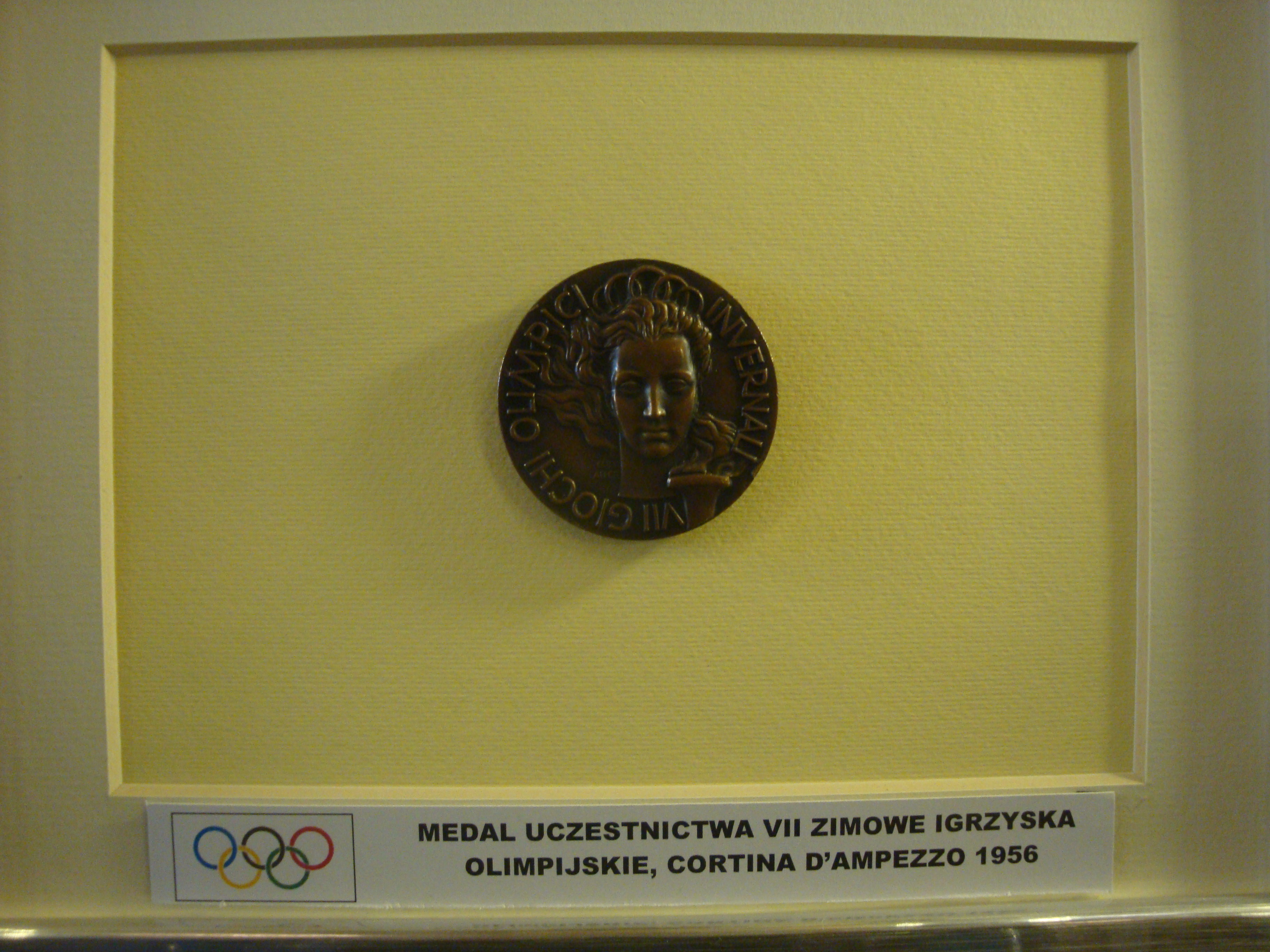
Medal uczestnika igrzysk w Cortinie d’Ampezzo

Projekt medali olimpijskich wykonał Constantino Affer, a za ich wykucie odpowiedzialna była firma Lorioli Bros z Mediolanu. Na awersie medalu przedstawiono głowę kobiety, „ukoronowanej” kołami olimpijskimi i otoczonej napisem: VII GIOCHI OLIMPICI INVERNALI. W prawej dolnej części medalu znalazła się pochodnia olimpijska. Na rewersie przedstawiono płatek śniegu na tle góry Pomagagnon. Wokół niego widniała dewiza olimpijska Citius-Altius-Fortius oraz informacja o miejscu i roku igrzysk – CORTINA 1956.
Medale, będące nagrodami dla trzech najlepszych zawodników/drużyn w poszczególnych konkurencjach, miały średnicę 60 mm. Rozdawane były wraz ze skórzanymi opakowaniami w barwach włoskiej flagi – złote medale w zielonych, srebrne w czerwonych, a brązowe w białych opakowaniach. Przygotowane zostały także medale pamiątkowe dla pozostałych uczestników, którzy nie stanęli na podium olimpijskim.

## Medaliści olimpijscy

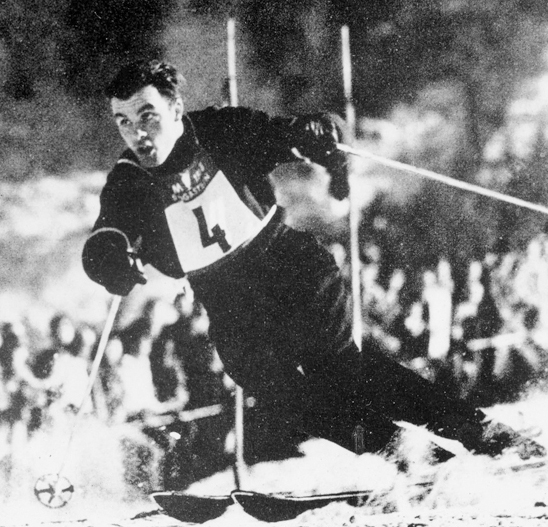
Toni Sailer – austriacki alpejczyk, trzykrotny mistrz olimpijski z Cortiny d’Ampezzo

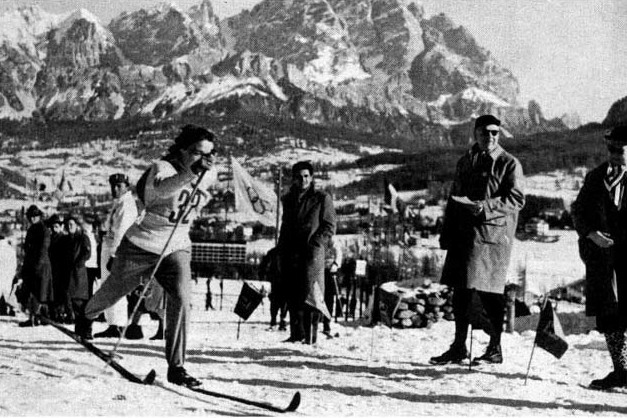
Lubow Kozyriewa – radziecka biegaczka narciarska, dwukrotna medalistka olimpijska z Cortiny d’Ampezzo

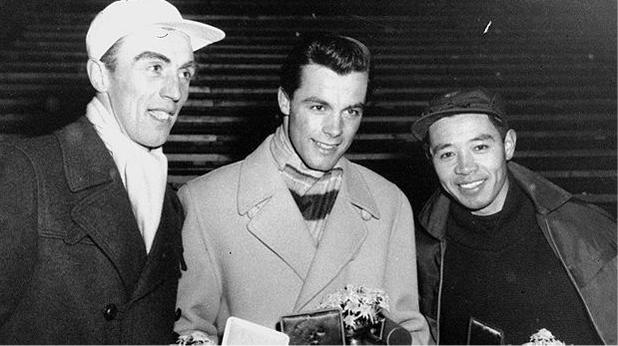
Medaliści w slalomie mężczyzn na igrzyskach w Cortinie d’Ampezzo; od lewej: Stig Sollander (brąz), Toni Sailer (złoto), Chiharu Igaya (srebro)

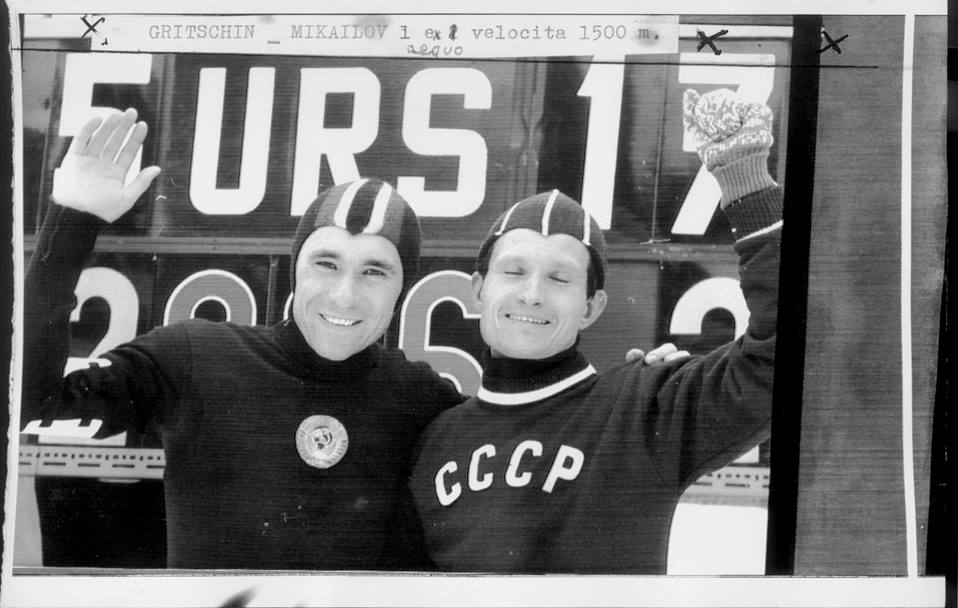
Jewgienij Griszyn i Jurij Michajłow – radzieccy panczeniści, mistrzowie olimpijscy w biegu na 1500 m

### Multimedaliści
Podczas igrzysk olimpijskich w Cortinie d’Ampezzo przeprowadzono 24 konkurencje, które wyłoniły 131 medalistów olimpijskich. Czternaścioro zawodników zdobyło więcej niż jeden medal, a ośmioro z nich wywalczyło przynajmniej jeden tytuł mistrza olimpijskiego. Najbardziej utytułowanym zawodnikiem został austriacki narciarz alpejski Toni Sailer z trzema złotymi medalami olimpijskimi. Z kolei najwięcej razy na podium olimpijskim stanął szwedzki biegacz narciarski Sixten Jernberg, w dorobku którego znalazły się cztery medale – złoty, dwa srebrne i brązowy.
| Miejsce | Zawodnik           | Państwo           | Dyscyplina            | Złoto | Srebro | Brąz | Razem |
| ------- | ------------------ | ----------------- | --------------------- | ----- | ------ | ---- | ----- |
| 1.      | Toni Sailer        | Austria           | narciarstwo alpejskie | 3     | –      | –    | 3     |
| 2.      | Jewgienij Griszyn  | Związek Radziecki | łyżwiarstwo szybkie   | 2     | –      | –    | 2     |
| 3.      | Sixten Jernberg    | Szwecja           | biegi narciarskie     | 1     | 2      | 1    | 4     |
| 4.      | Veikko Hakulinen   | Finlandia         | biegi narciarskie     | 1     | 2      | –    | 3     |
| 5.      | Sigvard Ericsson   | Szwecja           | łyżwiarstwo szybkie   | 1     | 1      | –    | 2     |
| 5.      | Lubow Kozyriewa    | Związek Radziecki | biegi narciarskie     | 1     | 1      | –    | 2     |
| 7.      | Pawieł Kołczin     | Związek Radziecki | biegi narciarskie     | 1     | –      | 2    | 3     |
| 8.      | Fiodor Tierientjew | Związek Radziecki | biegi narciarskie     | 1     | –      | 1    | 2     |

### Klasyfikacja medalowa
Medalistami igrzysk w Cortinie d’Ampezzo zostali reprezentanci trzynastu państw. Najwięcej medali zdobyli zawodnicy ze Związku Socjalistycznych Republik Radzieckich – 7 złotych, 3 srebrne i 6 brązowych. Były to pierwsze w historii igrzyska olimpijskie, podczas których zwycięstwo w klasyfikacji medalowej odniosła reprezentacja ZSRR. Drugie miejsce w klasyfikacji zajęła Austria, a trzecie Finlandia.
W 1956 roku pierwsze medale zimowych igrzysk olimpijskich zdobyli reprezentanci trzech państw – ZSRR, Japonii i Polski. Pierwszy medal dla ZSRR zdobył biegacz narciarski Pawieł Kołczin (brąz na 30 km), a pierwszy złoty medal dla tego kraju – biegaczka Lubow Kozyriewa (na 10 km). Dla Japonii pierwszy medal wywalczył alpejczyk Chiharu Igaya (srebro w slalomie mężczyzn), a dla Polski – dwuboista klasyczny Franciszek Gąsienica Groń (brąz w konkursie indywidualnym).
W łyżwiarskim biegu na 1500 m mężczyzn przyznano dwa złote medale – ten sam czas uzyskali Jewgienij Griszyn i Jurij Michajłow.
| Miejsce | Państwo                       | Złoto | Srebro | Brąz | Razem |
| ------- | ----------------------------- | ----- | ------ | ---- | ----- |
| 1.      | Związek Radziecki             | 7     | 3      | 6    | 16    |
| 2.      | Austria                       | 4     | 3      | 4    | 11    |
| 3.      | Finlandia                     | 3     | 3      | 1    | 7     |
| 4.      | Szwajcaria                    | 3     | 2      | 1    | 6     |
| 5.      | Szwecja                       | 2     | 4      | 4    | 10    |
| 6.      | Stany Zjednoczone             | 2     | 3      | 2    | 7     |
| 7.      | Norwegia                      | 2     | 1      | 1    | 4     |
| 8.      | Włochy                        | 1     | 2      | –    | 3     |
| 9.      | Wspólna Reprezentacja Niemiec | 1     | –      | 1    | 2     |
| 10.     | Kanada                        | –     | 1      | 2    | 3     |
| 11.     | Japonia                       | –     | 1      | –    | 1     |
| 12.     | Polska                        | –     | –      | 1    | 1     |
| 12.     | Węgry                         | –     | –      | 1    | 1     |
| Razem   | Razem                         | 25    | 23     | 24   | 72    |

## Media
Igrzyska olimpijskie w Cortinie d’Ampezzo były pierwszymi, podczas których rywalizacja sportowców transmitowana była na masową skalę przez stacje telewizyjne. Wyłączne prawa do realizacji transmisji telewizyjnych otrzymał włoski publiczny nadawca radiowo-telewizyjny, Radiotelevisione Italiana. Stacja otrzymała na ten cel dofinansowanie od komitetu organizacyjnego w kwocie 10 milionów lirów. RAI zajmowała się realizacją transmisji na obszarze Włoch oraz redystrybucją materiałów do pozostałych krajów. W Stanach Zjednoczonych transmisje z aren sportowych realizowały stacje NBC i CBS News, a w krajach Europy Zachodniej stacje skupione w Europejskiej Unii Nadawców. W Europie Wschodniej, a więc w państwach będących w sowieckiej strefie wpływów, transmisje prowadzone były przez nadawcę z ZSRR i przedstawiały prokomunistyczny punkt widzenia.
Zbudowane zostało również centrum prasowe z salą konferencyjną o powierzchni ok. 200 m², mogącą pomieścić 115 akredytowanych dziennikarzy.